# Pau Quemada
Pau Quemada Cadafalch né le 4 septembre 1983 à Logroño, est un joueur de hockey sur gazon espagnol. Il évolue au poste d'attaquant au KHC Leuven et avec l'équipe nationale espagnole. Il a été sélectionné à 293 reprises avec l'équipe nationale de 2003 à 2021.

## Carrière

### Coupe du monde
- : 2006
- Top 8 : 2010
- Premier tour : 2018

### Championnat d'Europe
- : 2019
- Top 8 : 2013, 2015, 2017, 2021

### Jeux olympiques
- Top 8 : 2012, 2016, 2020